# Cyphochilus apicalis
Cyphochilus apicalis är en skalbaggsart som beskrevs av Waterhouse 1867. Cyphochilus apicalis ingår i släktet Cyphochilus och familjen Melolonthidae. Inga underarter finns listade i Catalogue of Life.